# Yanmaodao
Il Yanmaodao (雁毛刀S, lett. "sciabola penna d'oca") fu una delle molte varianti della sciabola cinese (dao) sviluppatesi sotto la Dinastia Ming (1368-1644) e rimasta in uso sotto la Dinastia Qing (1644-1912). La lama è diritta fino a quando la curva inizia attorno al centro della percussione lungo l'ultimo 1/4 o giù di lì della lama che si avvicina alla punta. Il centro di percussione è il punto della lama con la minima vibrazione al contatto duro, il punto sulla lama che trasmette la maggior potenza al bersaglio in un colpo duro. Ciò consente attacchi di spinta e una manovrabilità complessiva simile a quella del jian, pur conservando gran parte dei punti di forza del dao nel taglio e nel fendente. Questo tipo di spada sembra aver perso la sua popolarità tra i praticanti di arti marziali e i militari entro la fine del XVIII secolo.
Gli Yanmaodao hanno quasi invariabilmente impugnature diritte, sebbene impugnature curve verso il basso siano raffigurate nelle opere d'arte Ming. Durante l'ultimo secolo del dominio Qing, le impugnature curve divennero molto più diffuse di quelle diritte.